# Grun de Saint-Maurice
Le Grun de Saint-Maurice est un sommet des Alpes dans le massif des Écrins. Il culmine à 2 775 mètres d'altitude, dominant le Champsaur et le Valgaudemar méridional. Il fait partie du parc national des Écrins.

## Ascension
L'ascension peut être faite depuis le hameau de l'Esparcelet (commune de Saint-Firmin).